# 索维尼勒伯雷阿勒
索维尼勒伯雷阿勒（法語：Sauvigny-le-Beuréal，法語發音：[soviɲi lə bøʁeal]）是法国勃艮第-弗朗什-孔泰大区约讷省的一个市镇，属于阿瓦隆区。

## 地理
索维尼勒伯雷阿勒（47°29'13"N, 4°6'33"E）面积4.82 平方千米，位于法国勃艮第-弗朗什-孔泰大區约讷省，该省份为法国中北部内陆省份，西接卢瓦雷省，西北接塞纳-马恩省，南至涅夫勒省，东临科多尔省，东北与奥布省接壤。
与索维尼勒伯雷阿勒接壤的市镇（或旧市镇、城区）包括：图特里、维约堡、圣安德烈-昂泰尔普莱讷、圣马尼昂斯、萨维尼-昂泰尔普莱讷。

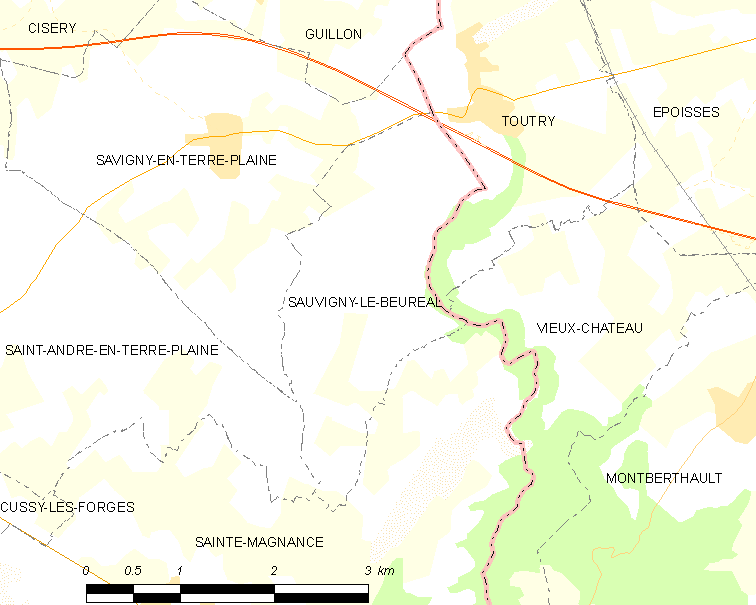
索维尼勒伯雷阿勒的OSM定位图

索维尼勒伯雷阿勒的时区为UTC+01:00、UTC+02:00（夏令时）。

## 行政
索维尼勒伯雷阿勒的邮政编码为89420，INSEE市镇编码为89377。

## 政治
索维尼勒伯雷阿勒所属的省级选区为沙布利县。

## 人口

1962-2008年间索维尼勒伯雷阿勒人口变化图示

索维尼勒伯雷阿勒于2022年1月1日时的人口数量为67人。